# Roneeka Hodges
Roneeka Hodges (Indianápolis, 19 de julio de 1982) es una baloncestista estadounidense de la Women's National Basketball Association (WNBA) que ocupa la posición de base.
Fue reclutada por los Houston Comets en la 15° posición de la segunda ronda del Draft de la WNBA de 2005, equipo donde militó hasta 2008, para pasar a los Minnesota Lynx (2009), San Antonio Silver Stars (2010-2011), Indiana Fever (2012), Tulsa Shock (2012–2014) y Atlanta Dream (2015–presente).
En 2003, fue parte del equipo estadounidense que participó en los Juegos Panamericanos de Santo Domingo, alzándose con la medalla de plata.

## Estadísticas

### Totales
| Año                                                                                              | Equipo | J   | JI  | MJ   | TC  | ITC  | TC%  | 3P  | 3PA  | 3P%  | 2P  | 2PA | 2P%  | TL  | ITL | TL%   | RBO | RBD | RBT | AST | STL | BLK | TOV | PF  | PTS  |
| ------------------------------------------------------------------------------------------------ | ------ | --- | --- | ---- | --- | ---- | ---- | --- | ---- | ---- | --- | --- | ---- | --- | --- | ----- | --- | --- | --- | --- | --- | --- | --- | --- | ---- |
| 2005                                                                                             | HOU    | 26  | 0   | 188  | 13  | 47   | .277 | 5   | 26   | .192 | 8   | 21  | .381 | 2   | 2   | 1.000 | 9   | 8   | 17  | 7   | 3   | 0   | 3   | 8   | 33   |
| 2006                                                                                             | HOU    | 33  | 8   | 698  | 87  | 217  | .401 | 44  | 120  | .367 | 43  | 97  | .443 | 29  | 39  | .744  | 11  | 54  | 65  | 32  | 16  | 4   | 36  | 40  | 247  |
| 2007                                                                                             | HOU    | 29  | 4   | 331  | 31  | 111  | .279 | 20  | 67   | .299 | 11  | 44  | .250 | 20  | 22  | .909  | 8   | 22  | 30  | 27  | 13  | 0   | 20  | 21  | 102  |
| 2008                                                                                             | HOU    | 15  | 6   | 274  | 41  | 98   | .418 | 26  | 71   | .366 | 15  | 27  | .556 | 2   | 2   | 1.000 | 5   | 25  | 30  | 19  | 5   | 2   | 10  | 11  | 110  |
| 2009                                                                                             | MIN    | 33  | 27  | 902  | 115 | 276  | .417 | 68  | 171  | .398 | 47  | 105 | .448 | 30  | 33  | .909  | 20  | 79  | 99  | 64  | 21  | 15  | 36  | 54  | 328  |
| 2010                                                                                             | SAS    | 34  | 19  | 859  | 94  | 263  | .357 | 49  | 159  | .308 | 45  | 104 | .433 | 25  | 33  | .758  | 23  | 85  | 108 | 46  | 15  | 10  | 40  | 40  | 262  |
| 2011                                                                                             | SAS    | 28  | 5   | 273  | 36  | 89   | .404 | 32  | 80   | .400 | 4   | 9   | .444 | 5   | 5   | 1.000 | 3   | 32  | 35  | 14  | 5   | 2   | 4   | 10  | 109  |
| 2012                                                                                             | TOT    | 32  | 16  | 617  | 87  | 218  | .399 | 48  | 136  | .353 | 39  | 82  | .476 | 20  | 28  | .714  | 11  | 50  | 61  | 44  | 19  | 10  | 37  | 20  | 242  |
| 2012                                                                                             | IND    | 12  | 0   | 107  | 14  | 44   | .318 | 7   | 27   | .259 | 7   | 17  | .412 | 3   | 6   | .500  | 2   | 5   | 7   | 7   | 3   | 6   | 4   | 3   | 38   |
| 2012                                                                                             | TUL    | 20  | 16  | 510  | 73  | 174  | .420 | 41  | 109  | .376 | 32  | 65  | .492 | 17  | 22  | .773  | 9   | 45  | 54  | 37  | 16  | 4   | 33  | 17  | 204  |
| 2013                                                                                             | TUL    | 33  | 8   | 565  | 58  | 150  | .387 | 41  | 114  | .360 | 17  | 36  | .472 | 7   | 8   | .875  | 2   | 38  | 40  | 33  | 17  | 2   | 17  | 30  | 164  |
| 2014                                                                                             | TUL    | 34  | 34  | 720  | 64  | 185  | .346 | 29  | 112  | .259 | 35  | 73  | .479 | 23  | 29  | .793  | 19  | 41  | 60  | 47  | 17  | 5   | 20  | 68  | 180  |
| 2015                                                                                             | ATL    | 23  | 9   | 448  | 50  | 131  | .382 | 27  | 75   | .360 | 23  | 56  | .411 | 21  | 28  | .750  | 10  | 35  | 45  | 31  | 4   | 4   | 22  | 31  | 148  |
| Carrera                                                                                          |        | 320 | 136 | 5875 | 676 | 1785 | .379 | 389 | 1131 | .344 | 287 | 654 | .439 | 184 | 229 | .803  | 121 | 469 | 590 | 364 | 135 | 54  | 245 | 333 | 1925 |
| Notas: J=Juegos; JI=Juegos iniciales; MJ=Minutos jugados; ITC=Intentos de TC; ITL=Intentos de TL |        |     |     |      |     |      |      |     |      |      |     |     |      |     |     |       |     |     |     |     |     |     |     |     |      |

### Por juego
| Año                                                                                              | Equipo | J   | JI  | MJ   | TC  | ITC | TC%  | 3P  | 3PA | 3P%  | 2P  | 2PA | 2P%  | TL  | ITL | TL%   | RBO | RBD | RBT | AST | STL | BLK | TOV | PF  | PTS  |
| ------------------------------------------------------------------------------------------------ | ------ | --- | --- | ---- | --- | --- | ---- | --- | --- | ---- | --- | --- | ---- | --- | --- | ----- | --- | --- | --- | --- | --- | --- | --- | --- | ---- |
| 2005                                                                                             | HOU    | 26  | 0   | 7.2  | 0.5 | 1.8 | .277 | 0.2 | 1.0 | .192 | 0.3 | 0.8 | .381 | 0.1 | 0.1 | 1.000 | 0.3 | 0.3 | 0.7 | 0.3 | 0.1 | 0.0 | 0.1 | 0.3 | 1.3  |
| 2006                                                                                             | HOU    | 33  | 8   | 21.2 | 2.6 | 6.6 | .401 | 1.3 | 3.6 | .367 | 1.3 | 2.9 | .443 | 0.9 | 1.2 | .744  | 0.3 | 1.6 | 2.0 | 1.0 | 0.5 | 0.1 | 1.1 | 1.2 | 7.5  |
| 2007                                                                                             | HOU    | 29  | 4   | 11.4 | 1.1 | 3.8 | .279 | 0.7 | 2.3 | .299 | 0.4 | 1.5 | .250 | 0.7 | 0.8 | .909  | 0.3 | 0.8 | 1.0 | 0.9 | 0.4 | 0.0 | 0.7 | 0.7 | 3.5  |
| 2008                                                                                             | HOU    | 15  | 6   | 18.3 | 2.7 | 6.5 | .418 | 1.7 | 4.7 | .366 | 1.0 | 1.8 | .556 | 0.1 | 0.1 | 1.000 | 0.3 | 1.7 | 2.0 | 1.3 | 0.3 | 0.1 | 0.7 | 0.7 | 7.3  |
| 2009                                                                                             | MIN    | 33  | 27  | 27.3 | 3.5 | 8.4 | .417 | 2.1 | 5.2 | .398 | 1.4 | 3.2 | .448 | 0.9 | 1.0 | .909  | 0.6 | 2.4 | 3.0 | 1.9 | 0.6 | 0.5 | 1.1 | 1.6 | 9.9  |
| 2010                                                                                             | SAS    | 34  | 19  | 25.3 | 2.8 | 7.7 | .357 | 1.4 | 4.7 | .308 | 1.3 | 3.1 | .433 | 0.7 | 1.0 | .758  | 0.7 | 2.5 | 3.2 | 1.4 | 0.4 | 0.3 | 1.2 | 1.2 | 7.7  |
| 2011                                                                                             | SAS    | 28  | 5   | 9.8  | 1.3 | 3.2 | .404 | 1.1 | 2.9 | .400 | 0.1 | 0.3 | .444 | 0.2 | 0.2 | 1.000 | 0.1 | 1.1 | 1.3 | 0.5 | 0.2 | 0.1 | 0.1 | 0.4 | 3.9  |
| 2012                                                                                             | TOT    | 32  | 16  | 19.3 | 2.7 | 6.8 | .399 | 1.5 | 4.3 | .353 | 1.2 | 2.6 | .476 | 0.6 | 0.9 | .714  | 0.3 | 1.6 | 1.9 | 1.4 | 0.6 | 0.3 | 1.2 | 0.6 | 7.6  |
| 2012                                                                                             | IND    | 12  | 0   | 8.9  | 1.2 | 3.7 | .318 | 0.6 | 2.3 | .259 | 0.6 | 1.4 | .412 | 0.3 | 0.5 | .500  | 0.2 | 0.4 | 0.6 | 0.6 | 0.3 | 0.5 | 0.3 | 0.3 | 3.2  |
| 2012                                                                                             | TUL    | 20  | 16  | 25.5 | 3.7 | 8.7 | .420 | 2.1 | 5.5 | .376 | 1.6 | 3.3 | .492 | 0.9 | 1.1 | .773  | 0.5 | 2.3 | 2.7 | 1.9 | 0.8 | 0.2 | 1.7 | 0.9 | 10.2 |
| 2013                                                                                             | TUL    | 33  | 8   | 17.1 | 1.8 | 4.5 | .387 | 1.2 | 3.5 | .360 | 0.5 | 1.1 | .472 | 0.2 | 0.2 | .875  | 0.1 | 1.2 | 1.2 | 1.0 | 0.5 | 0.1 | 0.5 | 0.9 | 5.0  |
| 2014                                                                                             | TUL    | 34  | 34  | 21.2 | 1.9 | 5.4 | .346 | 0.9 | 3.3 | .259 | 1.0 | 2.1 | .479 | 0.7 | 0.9 | .793  | 0.6 | 1.2 | 1.8 | 1.4 | 0.5 | 0.1 | 0.6 | 2.0 | 5.3  |
| 2015                                                                                             | ATL    | 23  | 9   | 19.5 | 2.2 | 5.7 | .382 | 1.2 | 3.3 | .360 | 1.0 | 2.4 | .411 | 0.9 | 1.2 | .750  | 0.4 | 1.5 | 2.0 | 1.3 | 0.2 | 0.2 | 1.0 | 1.3 | 6.4  |
| Carrera                                                                                          |        | 320 | 136 | 18.4 | 2.1 | 5.6 | .379 | 1.2 | 3.5 | .344 | 0.9 | 2.0 | .439 | 0.6 | 0.7 | .803  | 0.4 | 1.5 | 1.8 | 1.1 | 0.4 | 0.2 | 0.8 | 1.0 | 6.0  |
| Notas: J=Juegos; JI=Juegos iniciales; MJ=Minutos jugados; ITC=Intentos de TC; ITL=Intentos de TL |        |     |     |      |     |     |      |     |     |      |     |     |      |     |     |       |     |     |     |     |     |     |     |     |      |